# Kansas City Spurs
Kansas City Spurs fu il nome di un club calcistico statunitense di Kansas City (Missouri) nato nel 1968 a seguito del trasferimento della franchigia dei Chicago Spurs. Il club fu attivo nella North American Soccer League dal 1968 al 1970, vincendo il campionato del 1969.

## Storia
I Kansas City Spurs nacquero nel 1968 a seguito del trasferimento della franchighia dei Chicago Spurs. Nel 1968, sotto la guida tecnica dell'ungherese János Bédl, arrivarono primi nella Gulf division ma furono sconfitti ai play-off dai San Diego Toros. Al termine di quella stagione nella NASL vi fu il contemporaneo abbandono di dieci squadre. Gli Spurs furono uno dei pochi club a sopravvivere e a giocare il campionato del 1969 ridotto a sole 5 squadre. Il torneo fu diviso in due metà, la cui prima consistette in un girone d'andata e ritorno nel quale le squadre vennero rappresentate da una compagine britannica. Gli Spurs furono rappresentati dal Wolverhampton nella prima parte, e vinsero il campionato superando gli Atlanta Chiefs grazie al maggior numero di gol segnati.
Nel 1970 non riuscirono a qualificarsi per i Playoff, finendo al secondo posto nella Northern division alle spalle dei Rochester Lancers che poi vinsero il campionato. L'anno seguente le difficoltà economiche causarono la mancata iscrizione della squadra alla NASL.

## Palmarès
- North American Soccer League: 1

1969